# Digenethle subcostata
Digenethle subcostata är en skalbaggsart som beskrevs av Moser 1906. Digenethle subcostata ingår i släktet Digenethle och familjen Cetoniidae. Inga underarter finns listade i Catalogue of Life.